# Halton Shields
Halton Shields är en ort i civil parish Whittington, i grevskapet Northumberland i England. Orten är belägen 6 km från Corbridge. Halton Shields var en civil parish 1866–1887 när det uppgick i Clarewood. Civil parish hade 56 invånare år 1881.